# Maison forte de Compey-Lucinge
Le château de Compey puis plus tard château de Lucinge est une ancienne maison forte, du XIVe siècle, fortement remanié aux XVe et -e siècles, qui se dresse sur la commune de Féternes dans le département de la Haute-Savoie en région Auvergne-Rhône-Alpes.

## Situation

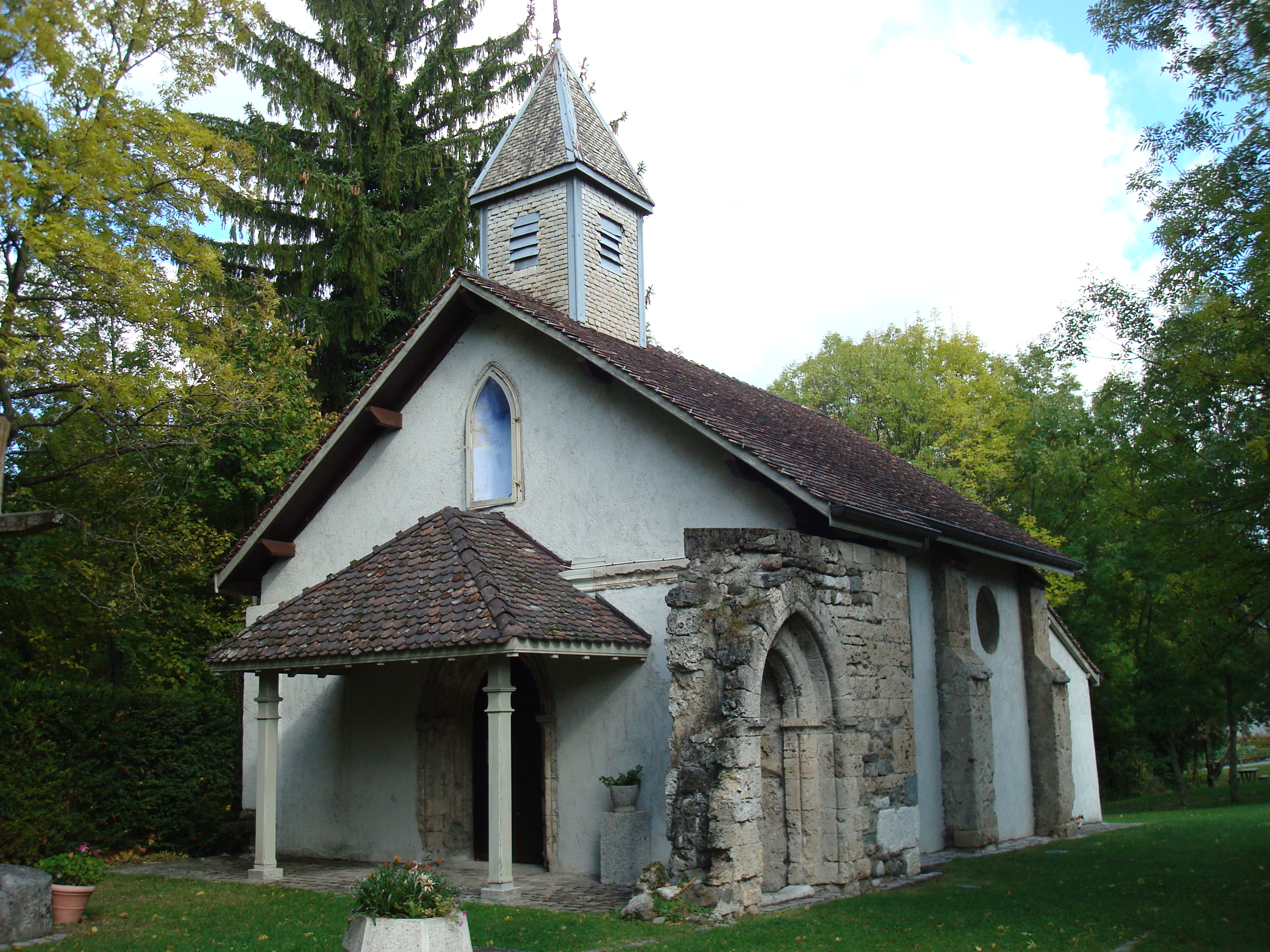
Vue de la chapelle depuis l'Ouest.

Le château de Compey est situé dans le département français de la Haute-Savoie sur la commune de Féternes, au cœur du bourg de Châteauvieux, en face de l'ancienne église. Il défendait l'entrée orientale du bourg fortifié.

## Historique
Une partie de la seigneurie de Féternes est acquise en 1325 par les Compey ou Compois qui s'établissent alors dans le château, distinct du château comtal dit « Châteauvieux ».
Jean de Compey, petit-fils de Pierre, reconnaît tenir du comte de Savoie pour plusieurs biens à Féternes et est investi des biens et droits de Féternes en 1346. Il aurait épousé Léone de Féternes. Leur fils Guillaume est vidomne de Féternes. Il aurait épousé Henriette de Greysier, de qui il aurait eu un fils François, seigneur Féternes. Le fils de François, Jean, fut nommé châtelain de la châtellenie d'Évian-Féternes en 1459 et écuyer du duc Louis Ier de Savoie en 1465. Il reconnaît tenir les biens reconnus par son bisaïeul en 1346. En 1492, les fils de Jean, Louis et Antoine, reconnaissent à leur tour les biens familiaux à Féternes.
En 1930, le château est incendié.

## Description
Le château de Compey se présente sous la forme d'un rectangle irrégulier que flanquent plusieurs tours ; l'une carrée, les autres rondes. Trois corps de bâtiments, fortement remaniés aux XVe et XVIe siècles, s'organisent selon un plan en U autour d'une vaste cour.